# Escudo de Banyeres del Penedès

Representación del escudo de armas de Banyeres del Penedès.

El escudo de armas de Banyeres del Penedès  se describe, según la terminología heráldica, por el siguiente blasón:

De sinople, una cornamenta de ciervo de oro. Al timbre, una corona mural .

La composición está formada por tanto de un fondo de color verde en el que se dispone la figura de las astas de un ciervo, en color amarillo.
El diseño del conjunto suele presentarse en un contorno en forma de cuadrado apoyado sobre una de sus aristas (escudo de ciudad), y acompañado en la parte superior de un timbre según la configuración muy difundida en Cataluña al haber sido adoptada por la administración en sus recomendaciones para el diseño oficial.
Este blasón fue aprobado oficialmente por la Generalidad de Cataluña por decreto de  17 de junio de 1986 y publicado en el DOGC el 30 de julio del mismo año con el número 720.

La composición tiene un carácter parlante, como señala el heráldista Armand de Fluvià . Las astas o cornamenta se denomina en catalán  banyes, remitiendo al topónimo de la localidad.